# Shiori Itō
Shiori Itō, född 17 maj 1989 i Kanagawa, är en japansk journalist, producent och regissör.

## Biografi
Shiori Itōs arbete fokuserar på frågor som rör jämställdhet och mänskliga rättigheter. Hennes bok Black Box publicerades 2017 i vilken hon beskriver hennes egna erfarenheter som våldtäktsoffer två år tidigare, vilket gör henne till en av få kvinnor i Japan som öppet talar ut mot sexuella övergrepp. Hon nämns som en av de som startade MeToo-rörelsen i Japan. Hennes fall har uppmärksammats av bland annat The New York Times och Vogue. BBC har berättat hennes historia i dokumentären Japan’s Secret Shame. 2020 utnämnde Time henne till en av årets mest inflytelserika personer 
2024 hade dokumentärfilmen Black Box Diaries premiär där Itō själv undersöker sin våldtäkt och försöker åtala den högt uppsatta förövaren. Hennes kamp blir ett banbrytande rättsfall som avslöjar Japans föråldrade rättssystem och samhällsstrukturer.